# Lodi, Wisconsin
Lodi là một thành phố thuộc quận Columbia, tiểu bang Wisconsin, Hoa Kỳ. Năm 2000, dân số của thành phố này là 2882 người.